# Луций Ицилий (трибун 412 пр.н.е.)
Луций Ицилий (Lucius Icilius) е политик на Римската република през края на 5 век пр.н.е.
Произлиза от плебейската фамилия Ицилии.
През 412 пр.н.е. той е народен трибун.